# Abarth 1500 Biposto Bertone
L'Abarth 1500 Biposto Bertone è una one-off realizzata dalla Abarth nel 1952.

## Contesto
Dopo l'apertura di una propria azienda automobilistica, Carlo Abarth decise di pubblicizzare il nuovo marchio esponendo un esemplare che colpisse l'attenzione presso il salone automobilistico che si sarebbe tenuto a Torino nel 1952. Per la creazione di questa vettura, denominata 1500, Abarth si sarebbe avvalso della collaborazione del designer Bertone, il quale la realizzò ispirandosi ai jet dell'epoca.
La vettura venne acquistata durante il salone da Bill Graves e Edward Macauley, entrambi appartenenti all'industria Packard. Nel 1953 venne venduta al giornalista Dick Smith, il quale la utilizzò fino al 1970 prima di depositarla in garage. Nel 2003 la vettura è stata venduta all'asta e restaurata.

## Tecnica
La vettura era interamente basata su meccanica Fiat. Il propulsore derivato da una Fiat 1400 e potenziato con un kit di elaborazione Abarth, il quale incrementò la potenza da 44 a 75 CV. Il motore era gestito da un cambio manuale a quattro rapporti.
La parte anteriore della carrozzeria presentava tre estremità su cui erano presenti altrettanti fari, mentre tra di essi erano presenti 2 distinte prese d'aria. L'intero corpo vettura è stato reso aerodinamico per migliorare la prestazione generale.